# クレオ (ソフトウェア)
株式会社クレオ（英: Creo Co., Ltd.）は、東京都品川区に本社を置き、情報システム会社（独立系システムインテグレーター）で、PCソフトウェアの開発・販売などを行う日本の企業。
2013年、アマノの関連会社となる。

## 沿革
- 1974年（昭和49年）3月 - 株式会社東海クリエイトとして設立。
- 1989年（平成元年）4月 - 株式会社クレオに商号変更。
- 1990年（平成2年）9月17日 - 株式を店頭公開（現・ジャスダック）。
- 2005年（平成17年）1月 - ヤフー株式会社と資本・業務提携。ヤフーが筆頭株主となる。
- 2007年（平成19年）3月 - 株式会社クリエイトラボを完全子会社化。
- 2009年（平成21年）4月 - 株式会社クレオスマイル（後の株式会社クレオネットワークス）設立。
- 2011年（平成23年）4月1日 - 持株会社へ移行。株式会社クレオマーケティング（基幹系業務ソフトウェア開発等）、株式会社クレオソリューション（ネットワーク構築等）、株式会社筆まめ（ソフトウェア製品の企画・開発・販売）の3社を新設分割、その他の事業も既存子会社である株式会社クレオネットワークスに吸収分割[1]。
- 2013年（平成25年）3月8日 - アマノがヤフー他1名から株式の30.24%を取得し、持分法適用関連会社化[2]。
- 2015年（平成27年）4月 - 筆まめの全株式を株式会社FPJに譲渡[3]。
- 2016年（平成28年）
  - 1月 - クリエイトラボが株式会社アダムスコミュニケーションを完全子会社化。
  - 4月 - 株式会社ココトを設立。クレオソリューションがイアス株式会社を完全子会社化。
- 2017年（平成29年）4月 - クレオマーケティング、クレオソリューション、クレオネットワークス、クレオサンライズ、イアスを吸収合併し、事業会社に戻る[4]。
- 2018年（平成30年）
  - 4月 - 業務自動化サービス「CREO-RPA」のサービス提供を開始。
  - 11月 - ベトナムのIT企業 Ominext JSCとの間で資本・業務提携に関する基本合意書を締結。
- 2019年（平成31年）
  - 2月 - 経済産業省「健康経営優良法人2019 ホワイト500」に認定。
  - 4月 - AI-OCRサービス「CREO-OCR」のサービス提供を開始。
- 2020年（令和2年）
  - 2月 - 無料の経営分析アプリ「サクセスマーク（Success MarK）」のサービス提供を開始。
  - 11月 - エンタープライズ給与クラウド「ジームクラウドHR」販売開始。
- 2021年（令和3年）
  - 2月 - エンタープライズ経理クラウド「ジームクラウドAC」販売開始。
  - 4月 - 連結子会社 株式会社クリエイトラボが連結子会社 株式会社アイティアイを吸収合併し、株式会社ブライエへ商号変更
  - 9月 - 事業ブランド「Method of DX」を公開。

## 製品
- 会計・人事給与システム（ZeeM）
- ITサービス管理ツール（SmartStageサービスデスク）
- 業務プロセス管理システム（BIZ PLATFORM）
- 文書管理システム（QuickBinder）[5]
- RPAサービス（CREO-RPA）
- AI-OCRサービス（CREO-OCR）
- 経営分析アプリ（サクセスマーク）
- エンタープライズ向けDX推進フレームワーク（ジームクラウド）

など

### かつての製品
かつては、年賀状ソフト「筆まめ」で一般消費者（エンドユーザー）にも知られたほか、個人向けDTPソフト「パーソナル編集長」や地図ソフト「プロアトラス」なども手がけたが、これらの製品を継承した株式会社筆まめの株式は、2015年に売却している。
- 筆まめシリーズ
- パーソナル編集長シリーズ
- プロアトラスシリーズ（ヤフーに合併されたアルプス社から引き継ぎ、2013年9月末日をもって販売終了）
- 主婦の友デジタル家計簿シリーズ

以上4製品は2011年の持株会社化に伴い、株式会社筆まめに移管。

### 東海クリエイト時代の製品
- ユーカラシリーズ（ワープロソフト）
- VP Planner/Cubic Calc

## 関係会社
- 株式会社ココト
- 株式会社ブライエ - 旧・株式会社クリエイトラボ
  - 株式会社アダムスコミュニケーション
  - 株式会社アイティアイ